# 소림소녀
소림소녀(少林少女: Shaolin Girl)는 홍콩에서 제작된 모토히로 카츠유키 감독의 2008년 코미디, 액션 영화이다. 시바사키 코우 등이 주연으로 출연하였고 우스이 히로수구 등이 제작에 참여하였다.

## 출연

### 주연
- 시바사키 코우
- 나카무라 토오루

### 조연
- 에구치 요스케
- 오카무라 타카시
- 장우기
- 임자총
- 전계문

## 같이 보기
- 시즈오카 현립 대학